# Tatort: Zirkuskind
Zirkuskind ist ein Fernsehfilm aus der Krimireihe Tatort und eine Produktion des SWR in Zusammenarbeit mit Maran Film. Diese 900. Episode der Reihe wurde am 16. Februar 2014 im Ersten Deutschen Fernsehen sowie auf ORF 2 und SRF 1 zum ersten Mal ausgestrahlt.
Das Ludwigshafener Ermittlerduo Lena Odenthal und Mario Kopper hat in dieser Episode einen Mord im Zirkusmilieu zu klären.

## Handlung
In dem kleinen Wanderzirkus „Burani“ wird der Feuerschlucker Pit nach einer Vorstellung erschlagen aufgefunden. Bei den ersten Vernehmungen erzählt Robbi, der Bruder des Toten, von einem Streit mit einem Unbekannten, der sich am zirkuseigenen Unimog zu schaffen gemacht haben soll. Doch erweist sich diese Spur schnell als Sackgasse. Auch die Möglichkeit einer Eifersuchtstat wird schnell als Tatmotiv wieder fallen gelassen. Felicitas, die Tochter der Zirkuseignerin „Louisiana“, und Pit waren ein Paar, doch kommt niemand in Betracht, mit dem die beiden diesbezüglich Streit hatten.
Verdächtiger erscheint da die Tatsache, dass in Pits Handy einen Tag vor seiner Ermordung zahlreiche Anrufe aus Tunesien aufgezeichnet sind. Tunesien ist zwar nur der Überwinterungsort des Zirkus, von dem die Patriarchin „Louisiana“ sagt, dass dieses Überwinterungsengagement ein wahrer Segen für den Zirkus sei und ihnen das Überleben sichere, trotzdem ist die Menge der Gespräche auffällig.
Als Odenthal am Tatort eine ungewöhnliche Glasperle findet, führt diese zu einer vielversprechenden Spur. Mit der Unterstützung einer Expertin des LKA kann sie beweisen, dass die Brüder in einen  Antiquitätenschmuggel verwickelt waren. Dieses Geschäft ist fast so gewinnbringend wie der Drogenhandel, aber weniger riskant. Allerdings haben die Brüder zuletzt ein Geschäft auf eigene Rechnung gemacht und nun den Mittelsmann Rusak gegen sich. Der fordert die Ware bzw. das Geld und bedroht Robbi. Als er bei ihm keinen Erfolg hat, begibt er sich zu Pits Freundin in den Zirkuswagen.
Odenthal und Kopper sind ebenfalls gerade auf dem Zirkusgelände, um noch einmal mit „Louisiana“ zu reden, denn nach ihrem Wissensstand wollten Pit und Robbi den Zirkus verlassen, aber Felicitas wollte nicht mit ihnen gehen. Als die Mutter das erfährt, ist sie irritiert und gesteht: Als Pit nach der Vorstellung noch allein in der Manege stand, wollte sie mit ihm reden. Er sollte endlich ihre Tochter in Ruhe lassen, und weil er das ablehnte, schlug sie mit der Taschenlampe auf ihn ein. Sie hatte Angst, dass Felicitas mit ihm den Zirkus verlassen würde. Dieser war ihr Ein und Alles, für ihn allein lebte sie noch, seit ihr Mann tot war. Während Odenthal und Kopper das unerwartete Geständnis erhalten, dringt Rusak zu Felicitas in den Wohnwagen ein und fordert das Geld, wenn er schon die Ware nicht mehr bekommen kann. Als sie es ihm nicht gibt, bedroht er sie mit einer Pistole und verlässt mit ihr den Zirkuswagen. Felicitas Mutter sieht den Eindringling, stürmt auf die beiden zu und es löst sich ein Schuss. Getroffen wankt „Louisiana“ in die Manege und träumt einen letzten Traum als Zirkusdiva. Felicitas folgt ihr und die Mutter stirbt in den Armen ihrer Tochter.

## Hintergrund
Der Film wurde vom Südwestrundfunk in Zusammenarbeit mit Maran Film produziert und in Ludwigshafen, Baden-Baden, Karlsruhe und Rastatt gedreht. Die Dreharbeiten der Zirkusszenen fanden im Circus Bely und unter Mitwirkung der Zirkusfamilie Frank aus dem Circus Montana statt. Die im Film verwendeten Musiktitel Naive Waltz und Melancholic Piece wurden von Elena Kats-Chernin komponiert.

## Rezeption

### Einschaltquoten
Die Erstausstrahlung von Zirkuskind am 16. Februar 2014 wurde in Deutschland insgesamt von 9,38 Millionen Zuschauern gesehen und erreichte einen Marktanteil von 25,2 Prozent für Das Erste.

### Kritik
Volker Bergmeister schreibt bei tittelbach.tv: „Mit Till Endemann […] hat man einem ‚Tatort‘-Neuling die Regie anvertraut, um die dienstälteste Kommissarin der ARD-Reihe in Szene zu setzen. Doch dem gelingt es nur selten, den Zirkus, Ort der Träume, Ort der Phantasie, Ort des Wandels, anders als in bekannten Bildern einzufangen. Und ‚Tatort‘-Vielschreiber Harald Göckeritz […] erzählt eine sehr konventionelle Krimigeschichte, in der auch noch das Thema weltweiter Antiquitätenhandel eher langweilig aufbereitet wird. Mit Liv Lisa Fries und Hanno Koffler hat man junge, frische Gesichter, doch die beiden hoch talentierten Jungstars sind eingeschnürt in das Korsett ihrer Rollen. Ihr Spiel zwischen Akrobatenstolz und Melancholie zählt noch zu den wenigen sehenswerten Aspekten dieses durchschnittlichen ‚Tatort‘-Krimis.“
Holger Gertz von der Süddeutschen.de gibt folgendes Urteil: „Das Stück […] ist schmerzhaft konventionell erzählt. […] Keine Figur, die Tiefe hätte. Aber wenn man eine Zirkusgeschichte erzählt, ohne mit der Schrägheit de[r] Zirkusleute zu jonglieren und deren Abgründe auszuleuchten, kann man die Zirkusgeschichte auch gleich lassen. [Ansonsten] entwickelt sich der Plot zu einer zähen Story über Kunstschmuggel […].“
Miriam Hollstein, Kritikerin bei Welt.de, urteilt recht nüchtern: „Man weiß gar nicht, über was man sich hier mehr ärgern soll. Über die lahme Geschichte mit ihren absurden Konstruktionen […]? Über das unerträglich kitschige Ende? Über die Tatsache, dass eine ganze Riege guter Schauspieler für eindimensionale Figuren verschwendet wurde? Oder darüber, dass man sich für diese Kritik das Ganze zweimal anschauen musste, weil man beim ersten Mal vor lauter Langeweile eingeschlafen ist. Nach anderthalb Stunden hat man dann nicht einen einzigen authentischen Moment erlebt. Wäre jeder Sonntagabend-Krimi so, es wäre verschwendete Lebenszeit, ihn anzusehen.“
Focus.de antwortet auf die Frage, ob es sich lohne, diesen Tatort anzusehen: „Jein. Für ‚Tatort‘-Einsteiger eignet sich die Folge schon, für Profis ist der Drahtseilakt allerdings etwas zu platt.“ Auch gibt es „Schwächen im Plot“. Doch den Hauptakteuren „ist kein Vorwurf zu machen, die beiden Schauspieler machen ihren Job gewohnt gut.“
Die Kritiker der Fernsehzeitschrift TV Spielfilm fanden, „Regisseur Till Endemann […] vermittelt weder die ‚Magie der Manege‘, noch schöpft er das Potenzial seiner Jungdarsteller (u. a. Liv Lisa Fries) aus. Ulrike Folkerts lässt er buchstäblich auf dem Drahtseil tanzen – aufregender wird’s leider nicht!“ Sie beurteilen diesen Tatort als „Trotz Manege weder bunt noch rund.“